# Tháp Liễu Cốc
Tháp Liễu Cốc là một tháp Chăm Pa cổ thuộc địa phận thôn Bàu Tháp, phường Hương Xuân, thị xã Hương Trà, thành phố  Huế.
Tháp Đôi Liễu Cốc là một công trình đặc trưng của văn hóa Chăm Pa, tồn tại không còn nguyên vẹn.
Nhìn vào bình đồ Tháp Đôi dễ nhận thấy hai tháp, một tháp lớn, một tháp nhỏ. Tháp lớn: Chân móng vùi lấp dưới lòng đất, gạch, hiện nay chưa xác định nền móng ban đầu của tháp. Chiều cao xác định được từ cos diềm tháp đến cos bắt đầu của chân móng là 4 m. Bên trong tháp ở phía Tây còn lưu giữ một đoạn vòm cuốn gạch của đỉnh tháp, đặc trưng kết cấu thể hiện trong các công trình kiến trúc – văn hóa tôn giáo Chăm. Ở tường ngoài tháp có các khoảng tạo hình lõm, chia mặt chính tháp thành hệ thống bổ trụ. Nền tháp lát và bó vỉa bằng gạch, tường tháp dày 1,60 m, diện tích lòng tháp còn lại trên 9 m². Tháp nhỏ có chất liệu và kỹ thuật xây dựng giống tháp lớn, lòng tháp còn lại khoảng 7,5 m². Tháp Đôi Liễu Cốc được xây dựng gần nhau trên hai trục song song hướng Đông – Tây, lối vào tháp ở phía Đông.
Tháp Đôi Liễu Cốc được xếp hạng di tích cấp quốc gia theo Quyết định số 921/QĐBT, ngày 20 tháng 7 năm 1994.